# Champniers, Vienne

Champniers este o comună în departamentul Vienne, Franța. În 2009 avea o populație de 357 de locuitori.